# Cruzeiro do Iguaçu
Cruzeiro do Iguaçu est une municipalité brésilienne située dans l'État du Paraná.